# Galetti (calciatore)
Giorgio Galetti (fl. XX secolo) è stato un calciatore italiano, di ruolo difensore.

## Carriera
Disputò 19 partite con il Mantova nel campionato di Prima Divisione 1922-1923.